# Гирёв, Иван Александрович
Иван Александрович Гирёв (род. 29 июня 2000, Гаврилов-Ям, Ярославская область) — российский пловец, специализирующийся в плавании вольным стилем. Серебряный призер Олимпийских игр 2020 года, двукратный серебряный призёр чемпионатов мира, призёр чемпионата мира на короткой (2018) воде в эстафете 4×200 м кролем, неоднократный чемпион Европы. Заслуженный мастер спорта России (2021).

## Биография
Иван Гирёв начал заниматься плаванием в 7 лет. Его первым тренером является Е. А. Ксенофонтова. В настоящее время спортсмен тренируется совместно с двукратным чемпионом мира Евгением Рыловым под руководством А. Г. Шишина, а также И. Н. Авдеевой. На соревнованиях Иван выступает за два региона — за Московскую, а также сначала Ярославскую, а затем Тульскую область.
Будучи юниором, Иван смог зарекомендовать себя как талантливого и перспективного пловца. В 2017 году он выиграл три золотые медали первенства мира среди юниоров в американском Индианаполисе: на дистанциях 100 и 200 м вольным стилем, а также в комбинированной эстафете. На тех соревнованиях Гирёв в двух личных видах программы показал рекордные результаты: на стометровке кролем 17-летний россиянин победил с рекордом чемпионатов (48,33), а на дистанции вдвое длиннее он установил мировой рекорд среди юниоров (1.46,40). В комбинированной эстафете, в которой Иван выступил в роли финишёра, он также обновил высшее мировое юниорское достижение (3.36,30).
В 2018 году Иван не смог отобраться на свой первый взрослый чемпионат Европы, однако в декабре спортсмен получил возможность представить страну на чемпионате мира на короткой воде. Вместе с Мартином Малютиным, Михаилом Вековищевым и Александром Красных он стал серебряным призёром в эстафете 4×200 м вольным стилем, уступив 0,03 секунды бразильцам.
В следующем сезоне россиянин смог квалифицироваться на чемпионате мира для участия в «кролевой» эстафете 4×200 м. Иван выступил в предварительном заплыве и впоследствии стал серебряным призёром соревнований благодаря успешному выступлению товарищей по команде, выступивших в финале (Михаила Довгалюка, Вековищева, Красных и Малютина).
В 2020 году завоевал серебряную медаль Олимпийских игр в эстафете 4×200 м вольным стилем в составе сборной ОКР вместе с Малютиным, Рыловым и Довгалюком.
В мае 2021 года на чемпионате Европы по водным видам спорта, который состоялся в Будапеште, Иван завоевал золотые медали в эстафетах 4 по 100 и 4 по 200 метров вольным стилем, став двукратным чемпионом Европы. В смешанной эстафете 4 по 200 метров вольным стилем завоевал бронзовую медаль чемпионата.

## Награды
- Медаль ордена «За заслуги перед Отечеством» I степени (11 августа 2021 года) — за большой вклад в развитие отечественного спорта, высокие спортивные достижения, волю к победе, стойкость и целеустремленность, проявленные на Играх XXXII Олимпиады 2020 года в городе Токио (Япония)[12].